# Turdoides
A Turdoides a madarak osztályának verébalakúak (Passeriformes) rendjébe és a  Leiothrichidae családjába tartozó nem.

## Rendszerezésük
A nemet Philipp Jakob Cretzschmar írta le 1826-ban, jelenleg az alábbi 30 fajt sorolják ide:
- közönséges rigótimália (Turdoides plebejus)
- fehérfenekű rigótimália (Turdoides leucopygia)
- Turdoides squamulata
- fehérfejű rigótimália (Turdoides leucocephala)
- nyílmintás rigótimália (Turdoides jardineii)
- csupaszarcú rigótimália (Turdoides gymnogenys)
- fehérszemű rigótimália (Turdoides reinwardtii)
- folyami rigótimália (Turdoides tenebrosa)
- tarka rigótimália (Turdoides bicolor)
- Hartlaub-rigótimália (Turdoides hartlaubii)
- Turdoides sharpei
- feketeképű rigótimália (Turdoides melanops)
- pettyes rigótimália (Turdoides hypoleuca)
- Hinde-rigótimália (Turdoides hindei)

Egyes szervezetek az Acanthoptila nembe sorolják ezeket a fajokat:
- tüskés rigótimália (Turdoides nipalensis[2] vagy Acanthoptila nipalensis)[1]

Egyes szervezetek az Argya nembe sorolják ezeket a fajokat:
- iraki rigótimália (Turdoides altirostris[2] vagy Argya altirostris)[1]
- hosszúfarkú rigótimália (Turdoides caudata[2] vagy Argya caudata)[1]
- Turdoides earlei[2] vagy Argya earlei[1]
- szürke rigótimália (Turdoides malcolmi[2] vagy Argya malcolmi)[1]
- arab rigótimália (Turdoides squamiceps[2] vagy Argya squamiceps)[1]
- vörhenyes rigótimália (Turdoides fulva[2] vagy  Argya fulva)[1]
- pikkelymintás rigótimália (Turdoides aylmeri[2] vagy Argya aylmeri)[1]
- vörös rigótimália (Turdoides rubiginosa[2] vagy Argya rubiginosa)[1]
- vöröses rigótimália (Turdoides subrufa[2] vagy Argya subrufa)[1]
- afgán rigótimália (Turdoides huttoni[2] vagy Argya huttoni)[1]

Egyes szervezetek a Chatarrhaea nembe sorolják ezeket a fajokat:
- fehértorkú rigótimália (Turdoides gularis[2] vagy Chatarrhaea gularis)[1]
- vékonycsőrű rigótimália (Turdoides longirostris[2] vagy Chatarrhaea longirostris)[1]

Egyes szervezetek a Malacocircus nembe sorolják ezeket a fajokat:
- csíkos rigótimália (Turdoides striata[2] vagy Malacocircus striata)[1]
- narancssárga-csőrű rigótimália (Turdoides rufescens[2] vagy Malacocircus rufescens)[1]
- sárgacsőrű rigótimália (Turdoides affinis[2] vagy Malacocircus affinis)[1]

## Előfordulásuk
A nembe tartozó fajok egy része Afrika, a másik Ázsia területén honos. A természetes élőhelyük a szubtrópusi vagy trópusi erdők, cserjések és szavannák, valamint megművelt területek. Állandó, nem vonuló fajok.

## Megjelenésük
Testhosszuk 20-28 centiméter közötti.

## Életmódjuk
Főleg gerinctelenekkel táplálkoznak, de növényi anyagokat is fogyasztanak.